# Йохна Віталій Антонович
Віталій Антонович Йохна (14 жовтня 1949, Липовець, Вінницька область, Українська РСР, СРСР) — український дипломат. Надзвичайний та Повноважний Посол України.

## Біографія
Народився 14 жовтня 1949 року в м. Липовець на Вінниччині. 
У 1971 закінчив Київський технологічний інститут легкої промисловості та Аспірантуру Київського технологічного інституту легкої промисловості (1977), Кандидат технічних наук (1979), Доцент (1986).
З 1971 по 1982 — асистент, доцент кафедри економіки, організації та планування швейно-трикотажного виробництва КТІЛП.
З 1982 по 1995 — завідувач кафедри прикладної економіки Національного інституту легкої промисловості в Алжирі.
З 1995 по 2000 — працював у Міністерстві закордонних справ України.
З 2000 по 2003 — радник-посланник Посольства України у Франції. Тимчасово повірений у справах України у Франції.
З 2003 — заступник директора департаменту економічного співробітництва МЗС України
З 2003 по 2006 — Посол з особливих доручень Міністерства закордонних справ України. Член делегації України на переговорах зі вступу України до Світової організації торгівлі.
З 27.12.2006 — 16.09.2010 — Надзвичайний та Повноважний Посол України в Марокко; Надзвичайний та Повноважний Посол у Мавританії за сумісництвом.

## Автор праць
- Йохна, Виталий Антонович. Оптимизация производственной программы предприятий и отрасли в трикотажной пром-сти [Текст] : дис. ... канд. техн. наук : 08.00.05 - Экономика, организация управления и планирования народного хоз-ва /легкой пром-сти/ / В. А. Йохна ; КТИЛП. - К. : КТИЛП, 1978. - 239 л. - УДК 338:67/68 677[4]